# 束縛状態
束縛状態（そくばくじょうたい、Bound state(s)）とは、電子などがポテンシャルなどに束縛された状態のこと。束縛されるものは電子だけとは限らない。また、アンダーソン局在のような局在状態とは異なる。但し、束縛状態も空間内で、ポテンシャルなどによって束縛された状態であり、空間的に局在した状態となっている。
束縛状態の例としては、不純物準位の電子（半導体の不純物準位など←比較的束縛は弱い）や、原子の内殻電子も原子核に強く束縛されたものである。

## 詳細
{\displaystyle E<0}の時、{\displaystyle -{\frac {\hbar ^{2}}{2m}}\Delta \varphi (r)+V(r)\varphi (r)=E\varphi (r)}は{\displaystyle E}のある特別な値に対してだけ解を持ち、それらの値はとびとびのスペクトルになる。それらの値に対応する定常状態は、いつもある系の有限な範囲内での運動となっている。実際、とびとびの{\displaystyle E}の固有関数は、{\displaystyle \int \left\vert \psi \right\vert ^{2}d^{3}r=\int \left\vert \varphi \right\vert ^{2}d^{3}r}が有限となる。これは、{\displaystyle r\rightarrow \infty }で、{\displaystyle \varphi (r)\rightarrow 0}になることを意味し、これらのような粒子のことを「束縛状態」と呼ぶ。